# Паљијерани (Форли-Чезена)
Паљијерани (итал. Paglierani) је насеље у Италији у округу Форли-Чезена, региону Емилија-Ромања.
Према процени из 2011. у насељу је живело 87 становника. Насеље се налази на надморској висини од 17 м.